# Ascia votiva di San Sosti

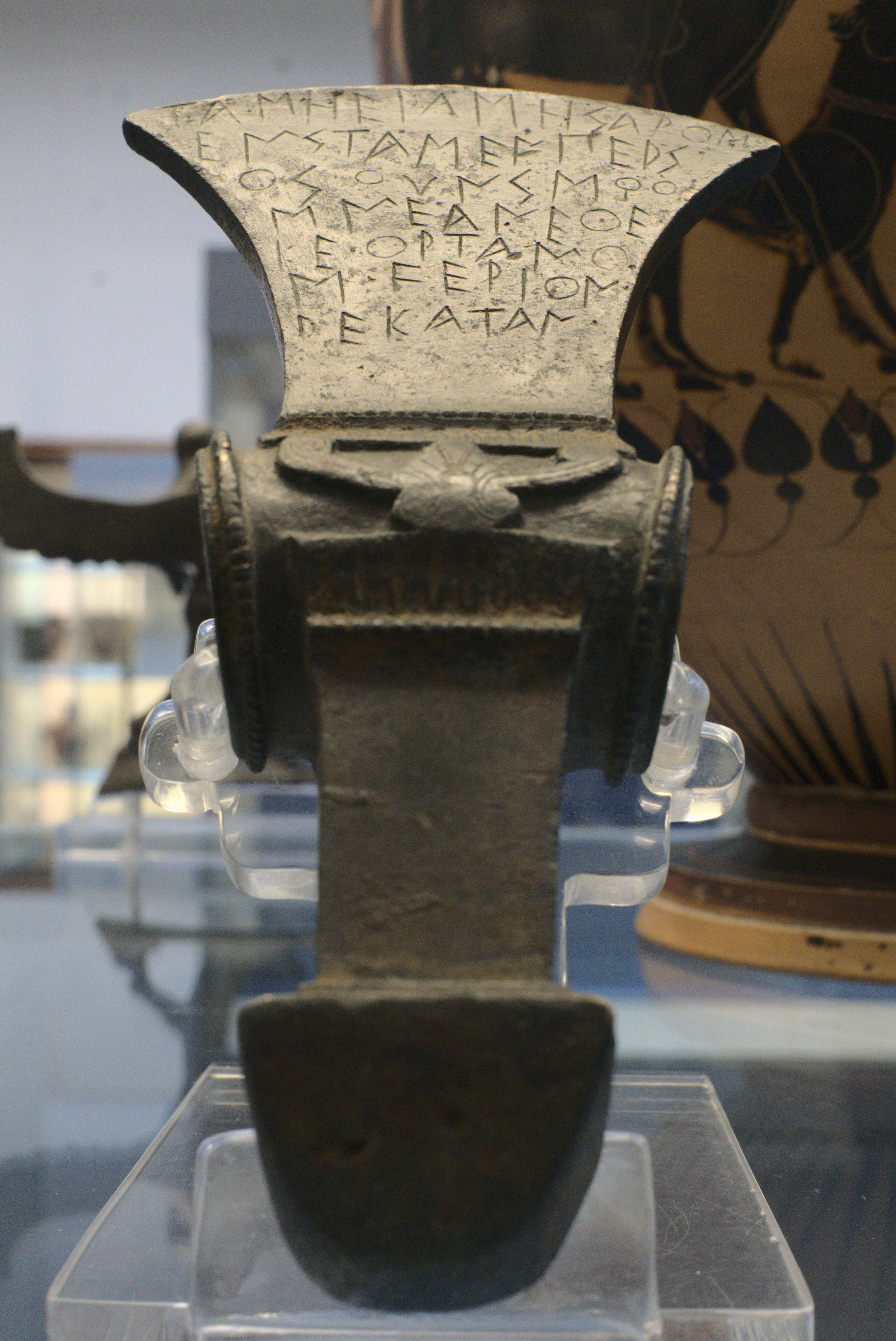

L'ascia votiva da San Sosti (o di Kyniskos) è un'ascia particolare di bronzo, da un'estremità ascia, dall'altra martello, rinvenuta nel 1846 nei pressi del Santuario della Madonna del Pettoruto di San Sosti, Calabria, provincia di Cosenza. Tra il 1857 e il 1860 fu acquistata dal collezionista e orafo romano Alessandro Castellani, da cui passò nel 1884 al British Museum di Londra, dove è esposta tuttora.
Su di essa fu incisa una dedica importantissima, in dialetto acheo scritto in alfabeto dorico, dal cui esame si fa risalire al VI secolo a.C.
ΕΜΙΣΤΑΜΕΤΙΔΟΣ
ΟΣΥΝΧΣΜΟ
ΜΕΑΝΕΘΗΚΕΝ
ΙΕΡΟΤΑΜΟ
ΜΕΓΙΡΟΝ
ΔΕΚΑΤΑΝ»
(Iscrizione sull'Ascia votiva di San Sosti)